# 7385 Акциновія
7385 Акциновія (1981 UQ11, 1990 DP1, 7385 Aktsynovia) — астероїд головного поясу, відкритий 22 жовтня 1981 року.
Тіссеранів параметр щодо Юпітера — 3,519.